# ダベれ場
ダベれ場（だべれば）は、GyaOのバラエティーチャンネルおよびShowTimeの「アイドル&芸能」内で配信されているオリジナル番組。相談者の悩みを「ダベラー」である芸人が解決していく。2006年9月から開始したダベり場の後継番組。理由は不明であるが、9月配信分より一時期ShowTimeのほうが先行配信していた。また2010年1月配信（#25）の回からTBS系の映像配信サイトgoomoでも配信が開始された。2010年6月25日更新分をもって最終回を迎えた。
 コンセプト …生きるヒントは無数にあります。ここは正解に近づくためのおバカな社交場―

## MC&アシスタント
MC
- 原口あきまさ

 占い師、スピリチュアルセラピスト 
- 花凛(#1 - 4、#9 - )[2]

- 小松美羽(銅版画家)(#5 - 8)

## 悩み解決ダベラー
- NO.1 森田悟
- NO.2 大和一孝
- NO.3 じゅんご
- NO.4 ゴン(#13・14は休み)
- NO.5 チロ(#13・14は休み)
- NO.6 星飛雄馬
- NO.7ちゃご(#13・14のみ)
- NO.8HEY!たくちゃん(#13・14のみ)

## 相談者
- #1 - 2 桃井 マキ
- #3 - 4 野溝 さやか
- #5 - 6 鈴野 なる
- #7 - 8 大平 佳世
- #9 - 10 菅谷 千春
- #11 - 12 吉沢 宏規
- #13 - 14 愛原 あきな
- #15 - 16 加々美 杏子
- #17 - 18 島田 深雪
- #19 - 20 山岸 由佳
- #21 - 22 榎坂 麻美
- #23 - 24 白鳥 友紀
- #25 - 26 西川 優紀
- #27 - 28 川村 あんな
- #29 - 30 姫咲 奈央
- #31 - 32 西村 法子
- #33 - 34 桜井 莉緒
- #35 - 36 上原美沙樹

## 放送内容
基本的に前半で悩みなどを聞き、後半でプレゼンなど解決に導いていき、スピリチュアルダベリングの時間にカウンセラーが専門的にアドバイスをする運びとなっている。
GyaOの配信期間は約2カ月を目途に配信終了となる。
| 放送回 | 相談内容                                                                  | 配信開始月 | ShowTimeでの配信開始日 （GyaOの配信開始日、 goomoの配信開始日） |
| #1     | 自分もドＳで、彼もドＳ。彼に"Ｍ"になってもらうには…?                      | 1月配信    | 2009年1月9日                                                    |
| #2     | 自分もドＳで、彼もドＳ。彼に"Ｍ"になってもらうには…?                      | 1月配信    | 2009年1月23日                                                   |
| #3     | 自分の浮気を彼氏に納得させるには…?                                        | 2月配信    | 2009年2月13日                                                   |
| #4     | 自分の浮気を彼氏に納得させるには…?                                        | 2月配信    | 2009年2月27日                                                   |
| #5     | グラビアアイドルになるための色気を出すためには?                           | 3月配信    | 2009年3月13日                                                   |
| #6     | グラビアアイドルになるための色気を出すためには?                           | 3月配信    | 2009年3月27日                                                   |
| #7     | 彼氏とプレイを拒み続ける女の子。潔癖症を解決するには?                     | 4月配信    | 2009年4月10日                                                   |
| #8     | 彼氏とプレイを拒み続ける女の子。潔癖症を解決するには?                     | 4月配信    | 2009年4月24日                                                   |
| #9     | 体臭フェチの女の子。私を満足させる男性に出会いたい                        | 5月配信    | 2009年5月8日                                                    |
| #10    | 体臭フェチの女の子。私を満足させる男性に出会いたい                        | 5月配信    | 2009年5月22日                                                   |
| #11    | 生まれてから一度も笑ったことがないという男を笑わせる                      | 6月配信    | 2009年6月12日                                                   |
| #12    | 生まれてから一度も笑ったことがないという男を笑わせる                      | 6月配信    | 2009年6月26日                                                   |
| #13    | モテ過ぎちゃって困っています!!…どうすればモテなくなるのか?                | 7月配信    | 2009年7月10日                                                   |
| #14    | モテ過ぎちゃって困っています!!…どうすればモテなくなるのか?                | 7月配信    | 2009年7月24日                                                   |
| #15    | 下ネタが大の苦手!場の空気を壊さないためにも克服したい!                    | 8月配信    | 2009年8月14日                                                   |
| #16    | 下ネタが大の苦手!場の空気を壊さないためにも克服したい!                    | 8月配信    | 2009年8月28日                                                   |
| #17    | 生まれてこの方怒り知らず!!どうすれば怒る事ができるようになるか!?          | 9月配信    | 2009年9月4日（11日）                                            |
| #18    | 生まれてこの方怒り知らず!!どうすれば怒る事ができるようになるか!?          | 9月配信    | 2009年9月18日（25日）                                           |
| #19    | 最近の芸人は面白くない…それを受け入れるにはどうすればいいか?              | 10月配信   | 2009年10月9日（16日）                                           |
| #20    | 最近の芸人は面白くない…それを受け入れるにはどうすればいいか?              | 10月配信   | 2009年10月23日（30日）                                          |
| #21    | 変なあだ名ばかりで嫌になっちゃう…誰か私にカワイイあだ名を付けて!!         | 11月配信   | 2009年11月6日（13日）                                           |
| #22    | 変なあだ名ばかりで嫌になっちゃう…誰か私にカワイイあだ名を付けて!!         | 11月配信   | 2009年11月20日（27日）                                          |
| #23    | 秋葉原四天王が目指すはマルチアイドル…ヘキサゴンに出るためには!?           | 12月配信   | 2009年12月4日（11日）                                           |
| #24    | 秋葉原四天王が目指すはマルチアイドル…ヘキサゴンに出るためには!?           | 12月配信   | 2009年12月18日（25日）                                          |
| #25    | 進路に迷う女子大生!自分が何をしたいかわからない...良きアドバイスを...     | 1月配信    | 2010年1月15日（15日、7日）                                      |
| #26    | 進路に迷う女子大生!自分が何をしたいかわからない...良きアドバイスを...     | 1月配信    | 2010年1月29日（29日、21日）                                     |
| #27    | ドM過ぎて引かれてしまいます...同じ感覚の男性に出会う為にはどうすれば...!? | 2月配信    | 2010年2月12日（12日、2日）                                      |
| #28    | ドM過ぎて引かれてしまいます...同じ感覚の男性に出会う為にはどうすれば...!? | 2月配信    | 2010年2月26日（26日、16日）                                     |
| #29    | 寄ってくるのはダメンズばかり...ちゃんとした男性と付き合うにはどうすれば!? | 3月配信    | 2010年3月19日（19日、16日）                                     |
| #30    | 寄ってくるのはダメンズばかり...ちゃんとした男性と付き合うにはどうすれば!? | 3月配信    | 2010年3月26日（26日、30日）                                     |
| #31    | 20人の男性に告られる女子大生の悩み...どの男性と付き合えば良いのか教えて!? | 4月配信    | 2010年4月9日（9日、15日）                                       |
| #32    | 20人の男性に告られる女子大生の悩み...どの男性と付き合えば良いのか教えて!? | 4月配信    | 2010年4月23日（23日、27日）                                     |
| #33    | 付き合った彼氏が同性愛者...だけど別れたくはない!!どうすればいいか教えて!? | 5月配信    | 2010年5月14日（14日、11日）                                     |
| #34    | 付き合った彼氏が同性愛者...だけど別れたくはない!!どうすればいいか教えて!? | 5月配信    | 2010年5月28日（28日、25 日）                                    |
| #35    | 仕事中でもお構い無しに独り言喋っちゃう...誰かこの口を止めて下さい!!       | 6月配信    | 2010年6月11日（11日、8日）                                      |
| #36    | 仕事中でもお構い無しに独り言喋っちゃう...誰かこの口を止めて下さい!!       | 6月配信    | 2010年6月25日（25日、22 日）                                    |

## スタッフ
過去スタッフも含む
- 構成：ゴージャス村上、中村浩和
- 撮影：リーフビジョン
- AD：DJ Full-B、古橋正裕、貝瀬鉄也
- ディレクター・総合演出：ラ・ナカム
- プロデューサー：神戸敏行
- 制作著作：電子公園